# Jazz espagnol

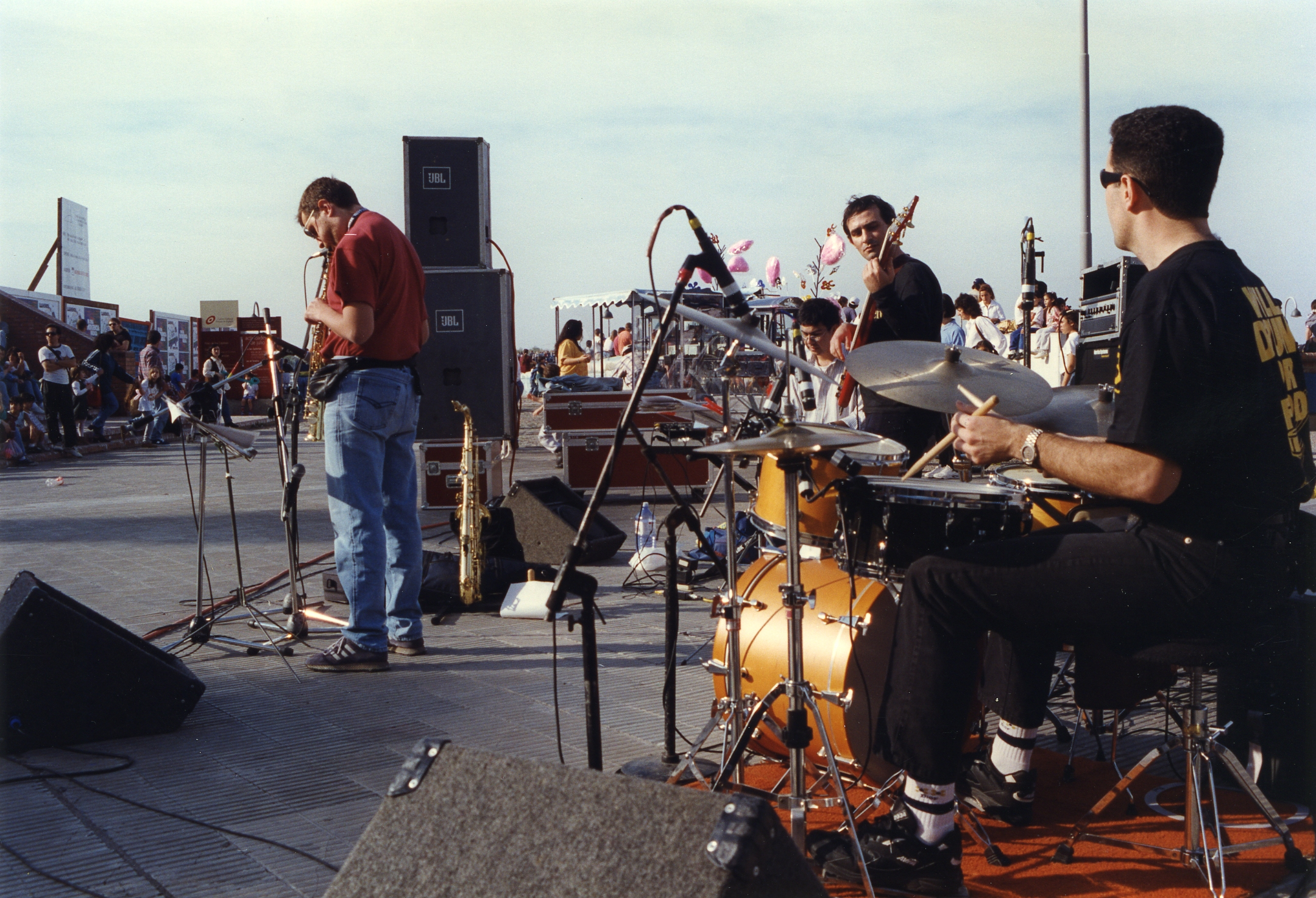
Musiciens de jazz espagnol

Le jazz espagnol décrit l'histoire du jazz en Espagne. Le jazz s'est historiquement caractérisé en Espagne par sa faible présence, au point que, dans son Enciclopedia del Jazz, Leonard Feather a écrit : « L'Espagne est un désert pour le jazz ». Le nombre de musiciens de répercussion internationale que le jazz espagnol a produit est limité, pratiquement réduit à Tete Montoliu. Cependant, le panorama change dans la mesure où, au cours des dernières décennies, le jazz trouve un point de connexion avec la musique populaire de la mosaïque culturelle espagnole, en introduisant des sonorités méditerranéennes, flamenco ou celtiques. 

## Histoire

### Premier tiers duXXesiècle
En Espagne, la première véritable référence directe au jazz date de 1929, lorsque Sam Wooding et ses Chocolate Kiddies se produisent à Madrid, Saint-Sébastien et Barcelone, où ils enregistrent même un album. Toujours en 1929, lors de l'exposition universelle de Barcelone, l'orchestre britannique de Jack Hilton se produit, puis l'orchestre de Harry Flemming, qui comprend des musiciens comme le trompettiste Tommy Ladnier. Mais il y a des précédents, à commencer par la mode du ragtime, qui s'est emparée des salles de danse. L'émergence des rythmes et des musiciens afro-américains de jazz en Europe entre 1914 et 1929 coïncide en Espagne avec la période de la dictature de Primo de Rivera et la génération de 27. À cette époque, au sous-sol de l'hôtel Palace, dans le Rector's Club, jouait un « orchestre de noirs ». 
Le fox-trot était la carte que le jazz utilise pour se présenter en société. Le ragtime, la rumba-habanera, le fox-trot, le charleston et d'autres rythmes nés de l'arbre musical afro-américain conservent des similitudes incontestables de leur origine urbaine commune. Ils conservent dans leur structure formelle, rythmique et instrumentale le sédiment d'éléments espagnols et africains, et leur singularité vient de l'utilisation par l'interprète de la syncope et de l'accent déplacé, ressources rythmiques issues de la musique africaine. Tous ces éléments contribuent à la naissance du jazz. Presque tous les musiciens de l'époque confirment la latinité et l'hispanité du jazz dans ses origines lointaines. Cet élan novateur dans les milieux musicaux donne naissance à une première génération de musiciens. Barcelone s'enorgueillit du premier nom du jazz espagnol : Miguel Torné, qui déploie toute une gamme d'instruments : esquilas, flûte à pistons ou flûte de jazz, scies, et xylophones diatoniques, notamment. En 1919, Isidro Paulí aurait présenté pour la première fois à Barcelone un instrument de musique alors inconnu : la batterie. À l'époque, cet instrument est appelé jazz band. Il y avait d'autres musiciens non moins importants, pionniers du jazz bandismo : Jesús Guridi et José Iturbi.

### Fin duXXesiècle
Le jazz, convalescent dans le monde entier, se meurt en Espagne. Les hot-clubs de Barcelone et de Madrid s'étiolent sans que personne s'y intéresse. L'Université des années 1960–1970 fait cause commune avec le jeune jazz, aux représentants duquel elle ouvre ses salles et ses auditoriums. Fondé en 1970, le Club de musique et de jazz du Colegio Mayor San Juan Evangelista met le jazz à la portée de la poche universitaire. Le Raíces, un minuscule sous-sol de la Calle Galileo à Madrid, devient l'héritier légitime du vieux Whisky and Jazz, dont il diffère en tous points. Parmi ses promoteurs figurent les saxophonistes Juan Muro, Antonio Moltó et Alejandro Pérez. L'âge d'or du jazz à Madrid se traduit par le Festival del Jazz de San Isidro, une porte ouverte sur la contemporanéité du genre. Au San Isidros, on pouvait écouter les jazzmen les plus avant-gardistes. Les meilleurs musiciens de jazz européens passaient par le San Isidros alors que personne n'osait les y amener.
En 2011, le documentaire Jazz en España de la société de production 14 pies pour la chaîne de télévision Canal de Historia, inclut les témoignages de quelques musiciens et critiques de jazz espagnols, avec quelques documents historiques de cette musique en Espagne. 